# Windows Server 2012 R2
Windows Server 2012 R2 (под кодовым названием «Windows Server Blue») — серверная операционная система семейства Windows Server. Она была представлена 3 июня 2013 года на конференции TechEd North America и выпущена 18 октября того же года. Windows Server 2012 R2 является преемницей Windows Server 2012 и основана на кодовой базе Windows 8.1. Это последняя версия Windows Server, использующая суффикс «R2», который применялся с момента выпуска Windows Server 2003 R2.
Поддержка процессоров без CMPXCHG16b, PrefetchW, LAHF и SAHF была удалена.
В апреле 2014 года было выпущено обновление, официально названное Windows Server 2012 R2 Update. Это накопительный набор обновлений безопасности, критических и других обновлений. Как и предыдущие версии Windows Server, Windows Server 2012 R2 совместима только с 64-разрядными процессорами.
На смену ему пришла Windows Server 2016 на базе Windows 10. Основная поддержка закончилась 9 октября 2018 года, а расширенная поддержка — 10 октября 2023 года. Также Windows Server 2012 R2 имеет право на платную программу расширенных обновлений безопасности (ESU), которая предлагает непрерывные обновления безопасности до 13 октября 2026 года.

## Функции
В Windows Server 2012 R2 представлены следующие функции:
- Автоматическое распределение по уровням: Storage Spaces хранит наиболее часто используемые файлы на самых быстрых физических носителях.
- Дедупликация для VHD: сокращает дисковое пространство для файлов VHD с практически одинаковым содержимым, сохраняя одинаковое содержимое только один раз.
- Windows PowerShell v4: теперь включает функцию Desired State Configuration (DSC)[12].
- Интегрированная поддержка Office 365 (версии Essentials).
- Изменения пользовательского интерфейса, отражающие Windows 8.1, включая видимую кнопку «Пуск»[13].
- Виртуальные машины на базе UEFI.
- Обновления с эмуляторов драйверов до синтетических аппаратных драйверов для минимизации поддержки устаревших версий[14].
- Более быстрое развертывание виртуальной машины (примерно в два раза быстрее).
- Internet Information Services 8.5: поддержка регистрации в Event Tracing для Windows и возможность регистрации любых заголовков запросов/ответов.
- Блок сообщений сервера: повышение производительности и качества регистрации событий, поддержка Hyper-V Live Migration через SMB и управление приоритетами полосы пропускания.
- Службы развертывания Windows: поддержка управления WDS через PowerShell[15].
- Windows Defender доступен в установке Server Core, установлен и включен по умолчанию[16].
- Управление IP-адресами (IPAM): расширено для поддержки управления доступом на основе ролей, что позволяет осуществлять детальный контроль над конфигурациями резервирований DHCP и записей ресурсов DNS.
- Групповая политика: новый параметр «Кэш политики» для хранения параметров групповой политики на клиентской машине[17].
- Поддержка TLS: расширена для поддержки RFC 5077, повышая производительность длительных защищенных соединений.
- Роль Hyper-V и консоль управления Hyper-V добавлены в редакцию Essentials[18].
- Службы обновления Windows Server стали доступны для выпуска Windows Server 2012 R2 Essentials[19].
- ReFS получила поддержку альтернативных потоков данных и автоматическую коррекцию ошибок в пространствах четности[20][21][22][23].

## Отличия отWindows Server 2012
Microsoft опубликовала следующие изменения в Windows Server 2012 R2:
- Многоуровневые дисковые пространства: часто используемые файлы теперь располагаются в быстрой памяти[24]
- Дедупликация VHD: сокращается пространство для хранения файлов VHD с похожим содержанием за счёт хранения файла на носителе только один раз
- Обновлённый Windows PowerShell версии 4, включающий в себя функцию Desired State Configuration
- Встроенная поддержка Microsoft Office 365 (в редакции Essentials)
- Изменения интерфейса из Windows 8.1.[25]
- Виртуальные машины на основе UEFI
- Более быстрое развёртывание виртуальных машин (примерно в 2 раза)[26]

## Издания
Согласно техническому описанию Windows Server 2012 R2, опубликованному 31 мая 2013 года, существует четыре редакции этой операционной системы: Foundation, Essentials, Standard и Datacenter. Редакции Datacenter и Standard идентичны по своим функциям и различаются только по лицензированию, в частности, лицензированию виртуальных экземпляров. Редакция Essentials имеет те же функции, что и продукты Datacenter и Standard, с некоторыми ограничениями.

## Жизненный цикл поддержки
Первоначально Microsoft планировала завершить основную поддержку Windows Server 2012 и Windows Server 2012 R2 9 января 2018 года, а расширенную поддержку — 10 января 2023 года. Однако в марте 2017 года Microsoft продлила поддержку на 9 месяцев. Windows Server 2012 завершила основную поддержку 9 октября 2018 года и перешла в фазу расширенной поддержки, которая закончилась 10 октября 2023 года.
В июле 2021 года Microsoft объявила, что будет распространять платные расширенные обновления безопасности для корпоративно лицензированных выпусков Windows Server 2012 и Windows Server 2012 R2 в течение 3 лет после окончания расширенной поддержки. Эти обновления будут действовать до 13 октября 2026 года, что ознаменует окончательное завершение всех обновлений безопасности для линейки продуктов Windows NT 6.2 и 6.3.